# 熊訥敬
熊訥敬，江西清江人，清朝政治人物。恩貢出身。他在明朝時就是贡生。他曾前往江南參加廷試。
順治二年，擔任清朝江蘇宜興縣知縣。后由王勸接任。